# Long Đống
Long Đống là một xã thuộc huyện Bắc Sơn, tỉnh Lạng Sơn, Việt Nam.
Xã Long Đống có diện tích 33,03 km², dân số năm 1999 là 3.912 người, mật độ dân số đạt 118 người/km².
Theo thống kê năm 2019, xã Long Đống có diện tích 33,03 km², dân số là 4.412 người, mật độ dân số đạt 134 người/km².